# To The First
「To The First」（トゥー・ザ・ファースト）は、2021年4月28日に配信リリースされたSKY-HIの楽曲。
SKY-HIが立ち上げたマネジメントレーベルのBMSGが主催するボーイズグループオーディション『THE FIRST』のテーマソングであり、この企画に合わせて書き下ろしたものである。ジャケット写真でSKY-HIは『THE FIRST』のイメージカラーである"青"の炎を施した衣装をまとっている。ミュージック・ビデオも制作され、配信前にはティザー映像も公開された。
この曲を制作した当初からオーディション参加者に歌ってもらうことを考えていたとし、後にオーディション参加メンバーによるカバー曲もリリースされている（後述）。
オーディションから誕生したBE:FIRSTのメンバー7人の発表後、『THE FIRST』開催の10ヶ月間を密着して撮影したドキュメンタリー映像で構成された新たなミュージック・ビデオが公開された。このビデオの監督は川口潤が務めた。

## 収録曲
| #         | タイトル         | 作詞      | 作曲                       | プロデュース       | 時間 |
| --------- | ---------------- | --------- | -------------------------- | ------------------ | ---- |
| 1.        | 「To The First」 | SKY-HI    | SKY-HI, Ryosuke“Dr.R”Sakai | Ryosuke“Dr.R”Sakai | 3:08 |
| 合計時間: | 合計時間:        | 合計時間: | 合計時間:                  | 合計時間:          | 3:08 |

## To The First -from Audition THE FIRST-
2021年7月19日、オーディション『THE FIRST』でこの時残っていた参加者11人が「To The First」をカバーしたバージョン「To The First -from Audition THE FIRST-」が配信リリースされた。オーディション内では合宿審査の中での最後の審査である“VSプロアーティスト審査"の課題曲であった。配信後、LINE MUSIC、mu-mo、iTunesのJ-POPのランキングで1位を獲得した。
本楽曲の配信日にYouTubeで『THE FIRST』の番組内で放映されたパフォーマンス部分のみを切り出した映像が公開されている。パフォーマンスのコレオグラフは、このオーディション参加者の一人であり、ダンスの大会である「World Hip Hop Dance Championship」で4度の優勝を経験しているソウタが中心となって手掛けた。

### 収録曲
| #         | タイトル                                   | 作詞      | 作曲                       | プロデュース       | 時間 |
| --------- | ------------------------------------------ | --------- | -------------------------- | ------------------ | ---- |
| 1.        | 「To The First -from Audition THE FIRST-」 | SKY-HI    | SKY-HI, Ryosuke“Dr.R”Sakai | Ryosuke“Dr.R”Sakai | 3:09 |
| 合計時間: | 合計時間:                                  | 合計時間: | 合計時間:                  | 合計時間:          | 3:09 |